# Association Sportive Saint-Raphaël Volley-Ball 2015-2016
Questa voce raccoglie le informazioni riguardanti l'Association Sportive Saint-Raphaël Volley-Ball nelle competizioni ufficiali della stagione 2015-2016.

## Organigramma societario
Area direttiva
- Presidente: Christine Girod
- Vicepresidente: Pierre Louis Galland, Albert Matteucci
- Segreteria generale: Pierre Fiorucci

Area organizzativa
- Tesoriere: Gilles Nurit, Pascal Douzou
- Responsabile palazzetto: Jacques Pebay
- Logistica: Claude Respaut

Area tecnica
- Allenatore: Giulio Bregoli
- Allenatore in seconda: Christophe Guibert
- Assistente allenatore: Violaine Respaut

Area sanitaria
- Fisioterapista: Sophie Hellec
- Preparatore psicologico: Patricia Naert

## Rosa
| N° | Nome                | Ruolo | Data di nascita   | Nazionalità sportiva |
| -- | ------------------- | ----- | ----------------- | -------------------- |
| 1  | Michaela Abrhámová  | C     | 31 agosto 1993    | Slovacchia           |
| 3  | Amandine Giardino   | L     | 30 marzo 1995     | Francia              |
| 4  | Polina Idjilov      | S     | 11 settembre 1992 | Moldavia             |
| 5  | Romane Pelaprat     | L     | 18 febbraio 1998  | Francia              |
| 6  | Liesbet Vindevoghel | S     | 29 dicembre 1979  | Belgio               |
| 7  | Christine Ngeleka   | C     | 24 gennaio 1994   | Francia              |
| 8  | Kim Nowak           | S     | 17 giugno 1995    | Francia              |
| 9  | Irene Gomiero       | S     | 23 novembre 1990  | Italia               |
| 10 | Tanja Grbić         | P     | 9 luglio 1988     | Serbia               |
| 11 | Sara Menghi         | C     | 18 maggio 1983    | Italia               |
| 12 | Veronica Angeloni   | S     | 6 luglio 1986     | Italia               |
| 15 | Anna Kajalina       | S/O   | 8 marzo 1991      | Estonia              |